# 安克勒维尔
安克勒维尔（法語：Aincreville，法語發音：[ɛ̃kʁəvil]）是法国默兹省的一个市镇，属于凡尔登区。

## 地理
安克勒维尔（49°22'3"N, 5°7'16"E）面积9.11 平方千米，位于法国大東部大區默兹省，该省份为法国西北部内陆省份，北与比利时接壤，西接马恩省和阿登省，南至上马恩省和孚日省，东临默尔特-摩泽尔省。
与安克勒维尔接壤的市镇（或旧市镇、城区）包括：邦特维尔、大克莱里、杜尔孔、维莱尔德旺丹。

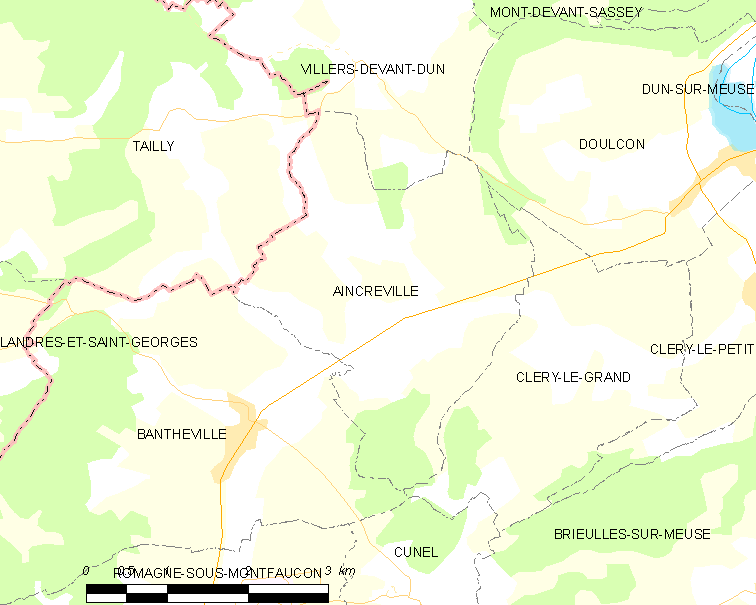
安克勒维尔的OSM定位图

安克勒维尔的时区为UTC+01:00、UTC+02:00（夏令时）。

## 行政
安克勒维尔的邮政编码为55110，INSEE市镇编码为55004。

## 政治
安克勒维尔所属的省级选区为斯特奈县。

## 人口

1962-2008年间安克勒维尔人口变化图示

安克勒维尔于2022年1月1日时的人口数量为81人。